# Route de retour

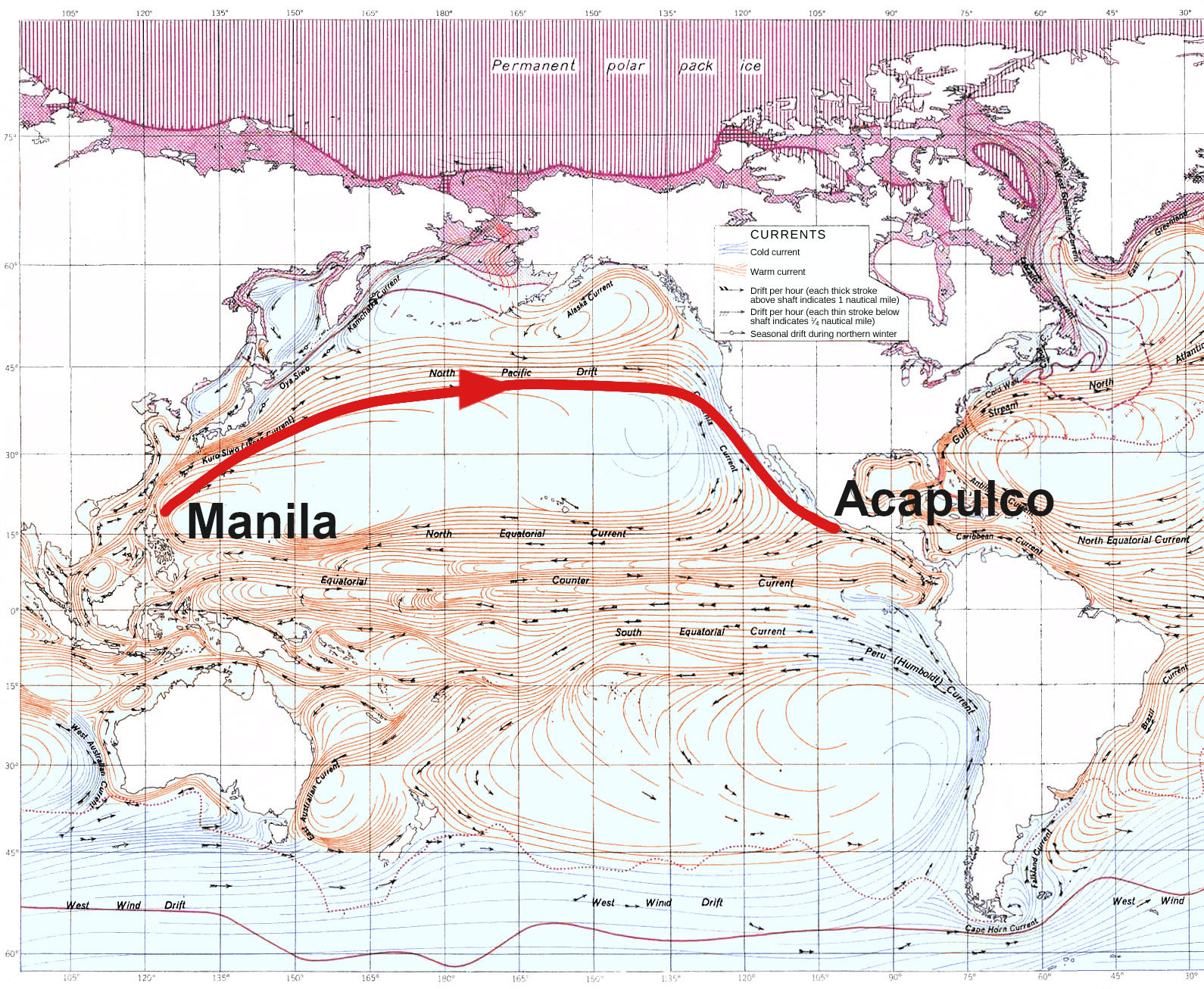
Route de retour allant de Manille, aux Philippines, à Acapulco au Mexique (Galion de Manille).

Le terme de route de retour (en espagnol tornaviaje) désigne les différentes routes empruntées par les galions espagnol du XVIe au XIXe siècle pour traverser les océans une à deux fois par an. Parmi les routes de retour les plus importantes se trouve celle empruntée par Christophe Colomb : en profitant des alizés à hauteur des îles Canaries pour son voyage vers le Nouveau Monde, il savait devoir compter pour son retour avec ce qui sera appelé à la fin du XVIIIe siècle le Gulf Stream. Ce courant a été décrit pour la première fois en 1513 par Antón de Alaminos, pilote de Juan Ponce de León, peu avant la découverte des côtes de Floride.

« Quand en 1526 parût à Tolède le Sumario de Historia Natural de Gonzalo Fernández de Oviedo y Valdés, la première Histoire Naturelle originale imprimée au monde, cela faisait déjà trente et un ans que sans cesse arrivaient en Espagne des navires provenant du Nouveau Monde. Pas moins de trente-cinq navires avaient parcouru la route de retour à la fin de l'année 1500, quand Christophe Colomb interrompit son troisième voyage. La quasi-totalité transportaient, comme échantillons ou comme provisions, des produits végétaux d'origine américaine.
 »

— Antonio M. Regueiro y González-Barros. La flora americana en la España del siglo XVI.
En outre, une fois découvert l'archipel philippin et la route pour s'y rendre via le Détroit de Magellan découvert par ce dernier dans son expédition (1519-1522), l'intérêt se tourna vers la route de retour depuis l'est, depuis l'Amérique. En effet, le Traité de Tordesillas interdisait à l'Espagne l'établissement d'une route maritime par l'ouest, à travers la zone réservée au Portugal.

## La route d'Urdaneta
Plus de quarante ans après le voyage de Magellan, l'expédition de Miguel López de Legazpi accompagné par le cosmographe Andrés de Urdaneta, a entraîné la mise en place de la route connue comme le Galion de Manille, Galion d'Acapulco ou encore Nef de Chine. En passant par Manille et Acapulco avant de rejoindre Cadix et Séville avec la Flotte des Indes, celle-ci permettait d'amener en Europe des marchandises de valeur telles que soies, porcelaines, thé et autres produits asiatiques. À l'inverse, l'argent nécessaire au fonctionnement de la Capitainerie générale des Philippines était envoyé depuis le Mexique et le Pérou.
Le 1er juin 1565 Andrés de Urdaneta zarpó, à bord de la caraque San Pedro, de Cebú, profita du courant de Kuroshio pour naviguer vers le nord-est en direction du Japon. À partir de là, il navigua entre les 30e et 39e latitudes jusqu'au 18 septembre, date à laquelle il aperçut une terre, l'île de Santa Rosa sur la côte californienne. Il suivit ensuite la côte jusqu'au port d'Acapulco qu'il atteignit le 1er octobre 1565, après un voyage de 7644 milles marins.
En 1813, les  Cortes de Cadix décrétèrent la suppression du Galion. La décision fut ratifiée par Ferdinand VII l'année suivante. En 1815 le dernier galion, le San Fernando, également connu comme le Magallanes, arriva à Manille. Il dut cependant retourner vide en Espagne, les autorités de Mexico ayant réquisitionné ses marchandises.